# Іоанніс Параскевопулос
Іоанніс Параскевопулос (грец. Ιωάννης Παρασκευόπουλος; 1900–1984) — грецький банкір і політик, двічі виконував обов'язки прем'єр-міністра країни.